# Майське (Ташлинський район)
Ма́йське (рос. Майское) — село у складі Ташлинського району Оренбурзької області, Росія.
Стара назва — Грязнуха.

## Населення
Населення — 222 особи (2010; 239 у 2002).
Національний склад (станом на 2002 рік):
- росіяни — 81 %